# Attheyella heterospina
Attheyella heterospina is een eenoogkreeftjessoort uit de familie van de Canthocamptidae. De wetenschappelijke naam van de soort is voor het eerst geldig gepubliceerd in 1964 door Shen & Tai.